# Vanda chlorosantha
Vanda chlorosantha är en orkidéart som först beskrevs av Leslie Andrew Garay, och fick sitt nu gällande namn av Eric Alston Christenson. Vanda chlorosantha ingår i släktet Vanda och familjen orkidéer.
Artens utbredningsområde är Bhutan. Inga underarter finns listade i Catalogue of Life.